# Hotel Nacional (Moscú)
El hotel Nacional (en ruso: гостиница «Националь») es un hotel de cinco estrellas en Moscú, Rusia que abrió sus puertas en 1903. Dispone de 202 habitaciones y 56 suites y está situado en la plaza Manege, justo enfrente del Kremlin.
El hotel está gestionado por The Luxury Collection, una división de Starwood Hotels & Resorts. 

## Historia

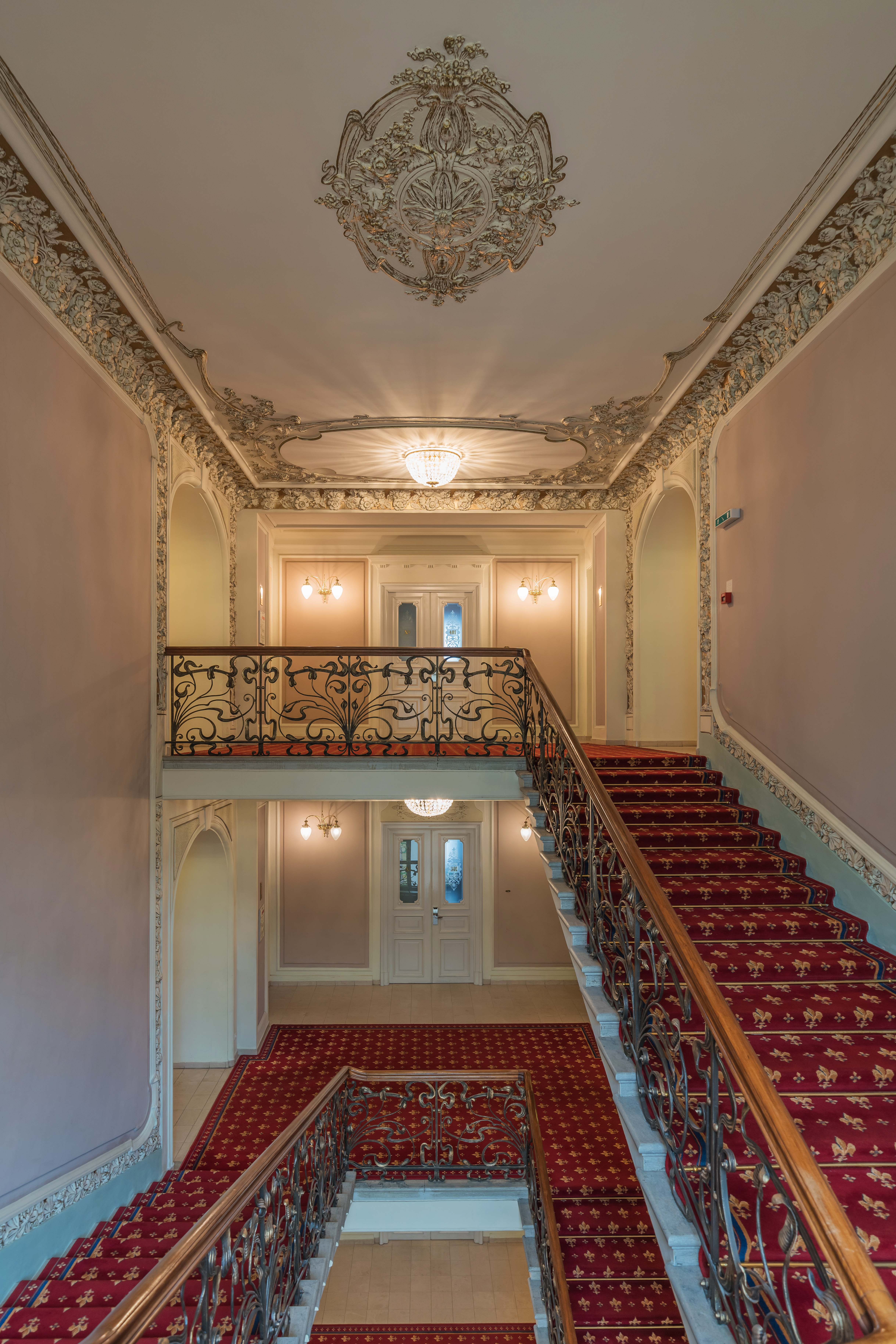
Interior del hotel: escalera principal

El Nacional fue financiado por The Varvarinskoe Joint-Stock Company of Householders y diseñado por el arquitecto Alexander Ivanov. La construcción comenzó en 1901 y el hotel de 160 habitaciones abrió sus puertas el 14 de enero de 1903. La apertura del hotel a veces aparece como el 1 de enero, porque Rusia todavía usaba el calendario juliano en ese momento, que estaba 13 días por detrás del calendario gregoriano utilizado en el resto del mundo. En 1915, el hotel hizo planes para agregar dos pisos en la parte superior de la estructura de seis pisos, pero la escasez causada por la Primera Guerra Mundial significó que el trabajo nunca se inició.
A raíz de la Revolución rusa, la capital de Rusia se trasladó a Moscú. En marzo de 1918, el hotel se convirtió en la sede del primer gobierno soviético. Como el Kremlin había sido dañado durante los combates en octubre de 1917 y estaba en reparación, Lenin se instaló en la habitación 107 del Hotel National con su esposa durante siete días. El hotel está marcado hoy con una placa que indica este evento. El hotel también albergaba a otros líderes soviéticos, incluidos Trotski y el jefe de la policía secreta Félix Dzerzhinski. El edificio continuó siendo utilizado por el gobierno soviético posteriormente como albergue para los delegados oficiales del partido, y pasó a llamarse Primera Casa de los Soviéticos en 1919.
En 1931, el edificio necesitaba reparaciones y se le renovó por completo para albergar a los visitantes extranjeros. Fue redecorado con muebles de calidad de museo y antigüedades de los palacios de los zares y la nobleza rusa, incluidos Tsárskoye Seló y el Palacio Anichkov. Las piezas permanecen en la colección del hotel hasta el día de hoy. El enorme mosaico en la esquina superior del hotel fue reemplazado por una obra de arte realista socialista de 120 metros cuadrados que se centra en el poder industrial de la economía soviética. El Nacional reabrió bajo su nombre original en 1932. El hotel se unió a Intourist, el monopolio estatal del turismo, en 1933.

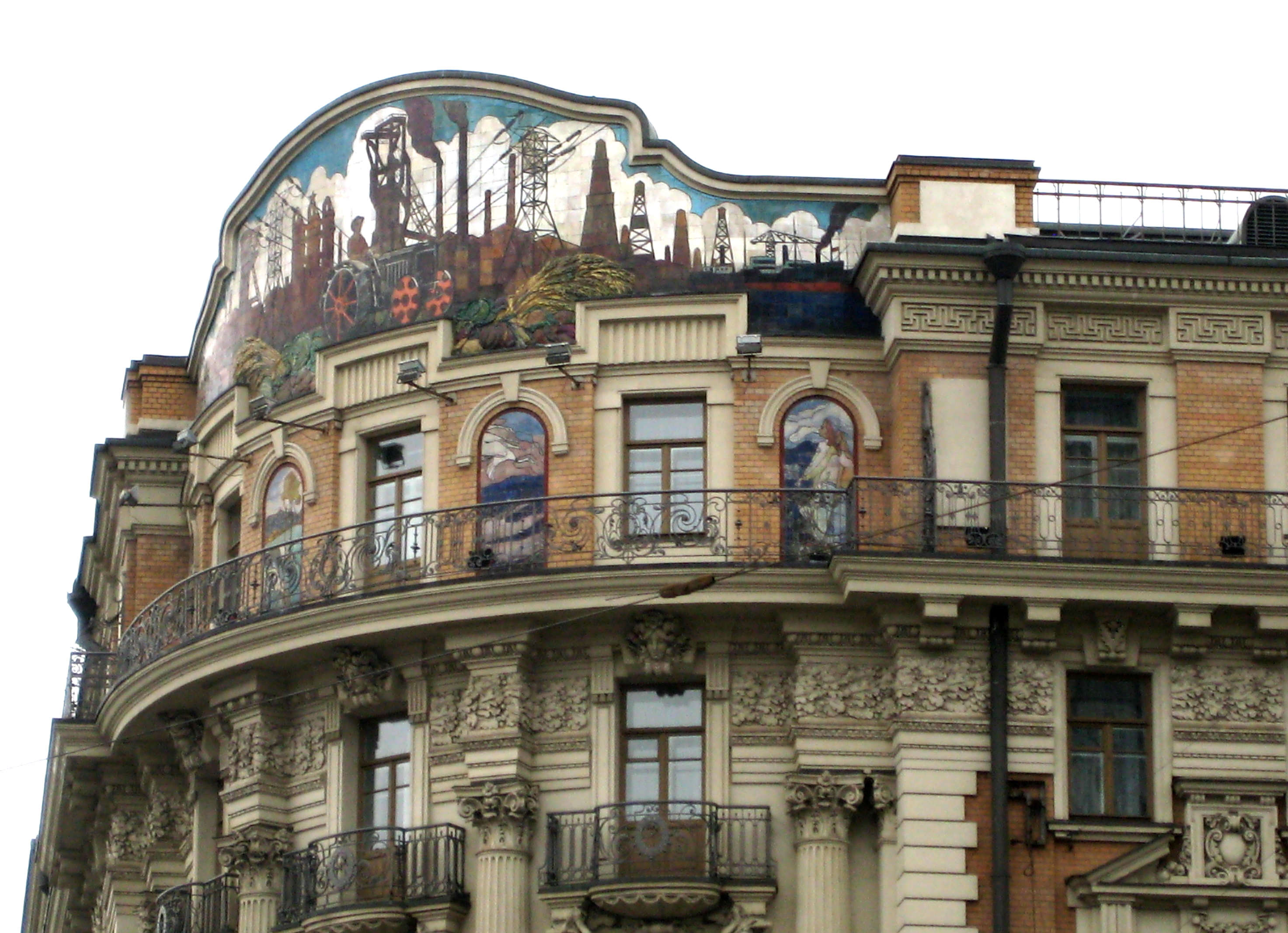
Enorme obra de arte realista socialista en lo alto del hotel

Durante la Segunda Guerra Mundial, el hotel fue la sede de numerosas delegaciones aliadas, incluido el grupo encabezado por Averell Harriman que lo visitó en septiembre de 1941 y el ministro de Relaciones Exteriores británico, Anthony Eden, en diciembre de 1941.
A fines de la década de 1960, se construyó el Hotel Intourist, una imponente y moderna estructura de vidrio, junto al National. El Hotel Intourist se fusionó con el Nacional en 1983 y los hoteles funcionaron durante un tiempo bajo gestión conjunta. El National había sufrido años de abandono y cuando una gran parte de la fachada se cayó en 1989, el hotel se cerró para su reconstrucción.
El Hotel National fue renovado de 1991 a 1995. Fue transferido por el gobierno ruso a laciudad de Moscú en 1992 y reabierto el 9 de mayo de 1995 como parte de Forte Hotels. Cuando Forte se hizo cargo de Le Méridien Hotels & Resorts en 1996, el hotel pasó a llamarse Le Méridien National Hotel. Además, pasó a llamarse Le Royal Méridien National Hotel en 1998.
El 9 de diciembre de 2003, una terrorista suicida chechena se detonó fuera del hotel. Se cree que su objetivo era el edificio de la Duma Estatal al otro lado de la calle y que la bomba detonó prematuramente. Seis personas murieron y 13 resultaron heridas en la explosión.
El hotel volvió a su nombre original en 2009 cuando pasó de la marca Le Méridien a The Luxury Collection.
En 2011, el National, que anteriormente había sido propiedad de la ciudad de Moscú, fue privatizado y vendido al empresario Mikhail Gutseriev por 4700 millones de rublos.

## Invitados famosos
Desde el principio, el hotel fue muy popular entre la aristocracia rusa y las celebridades visitantes y le dio la bienvenida a Anatole France en 1913 y a H. G. Wells en 1914. En 1933, sirvió como residencia temporal del primer embajador de Estados Unidos en la Unión Soviética, William Bullit, hasta que se completaron las obras de renovación de la residencia del Embajador en Spaso House. Serguéi Prokófiev vivió en el hotel durante un tiempo en 1933 a su regreso a la Unión Soviética desde el extranjero. El autor Mijaíl Shólojov se hospedó en el hotel con frecuencia en la década de 1930.
Pablo Neruda se hospedó en el National en 1954. El pianista estadounidense Van Cliburn tuvo una de las mejores suites del hotel en 1958 durante su famoso viaje a Moscú, y el cantante estadounidense Paul Robeson también fue un invitado frecuente en la década de 1950. John Steinbeck se hospedó en el hotel en 1962 y Armand Hammer hizo la primera de muchas visitas en 1964. El futuro presidente de los Estados Unidos, Bill Clinton, se hospedó en el National en 1969 durante unas vacaciones de sus estudios en Oxford.
A finales de 1989, varias escenas de la película de 1990 La casa Rusia se rodaron en el hotel con las estrellas Sean Connery y Michelle Pfeiffer. En 1990, varias escenas de la película de 1992 Back in the USSR se filmaron dentro y fuera del hotel, con las estrellas Frank Whaley, Roman Polański y Natalya Negoda.
En los últimos años, el hotel ha acogido a Jacques Chirac, Kofi Annan, Lech Wałęsa, Shimon Peres, Donald Trump, Madeleine Albright, Plácido Domingo, Ray Charles, Michel Legrand, Pierre Cardin, Catherine Deneuve, Marcello Mastroianni, Alain Delon, Chris Watson, Jack Nicholson, Sean Penn y Peter Ustinov, entre muchos otros.